# Арнавуткьой (вилает Истанбул)
Вижте пояснителната страница за други значения на Арнауткьой.
Арнавуткьой, също и Арнауткьой (на турски: Arnavutköy; преведено от турски език „албанско село“), известно в миналото и с гръцкото си име Мега Ревма (на гръцки: Μέγα Ρεύμα), е село в Източна Тракия, Турция, вилает Истанбул.

## История
При избухването на Балканската война в 1912 година двама души от Арнауткьой са доброволци в Македоно-одринското опълчение.

## Личности
Родени в Арнауткьой
- Пандели Георгиев (1884 – ?), македоно-одрински опълченец, 1 рота на Лозенградската партизанска дружина, Продоволствен транспорт на МОО[2]
- Христо Хараламбов (1893 – ?), македоно-одрински опълченец, Продоволствен транспорт на МОО, Огнестрелен парк на МОО[3]

Починали в Арнауткьой
- Александър Георгиев, български военен деец, подпоручик, загинал през Балканската война на 16 март 1913 година[4]
- Борис Цонев Стойчев, български военен деец, капитан, загинал през Балканската война на 16 март 1913 година[5]
- Ботю Мандов Илиев, български военен деец, подполковник, загинал през Балканската война на 16 март 1913 година[6]
- Васил Савчев Василев, български военен деец, поручик, загинал през Балканската война на 16 март 1913 година[7]
- Георги Мадански, български военен деец, подпоручик, загинал през Балканската война на 16 март 1913 година[8]
- Данаил Георгиев Михайлов, български военен деец, подпоручик, загинал през Балканската война на 16 март 1913 година[9]
- Захари Ценов Цветков, български военен деец, поручик, загинал през Балканската война на 16 март 1913 година[10]